# Pisač
Pisač ili tiskač (eng. printer) je izlazna naprava računala koja služi za ispis (otiskivanje) dokumenata na papir ili sličnu plošnu sredinu. Za razliku od crtala (plotera), koji dokument iscrtava povlačenjem linija pisaljkom, u većine se današnjih pisača ispis dobiva kao raster točaka ili kao kontinuirani tonski prijelaz, pa su prikladni za ispis kako teksta tako i fotografija ili drugih slikovnih dokumenata. 
Prvi pisači bili su zapravo električni pisaći strojevi upravljani računalom. Naslijedili su ih matrični pisači daleko većih mogućnosti. Oni imaju glavu za pisanje, obično s 9 iglica ili 24 iglice raspoređene u pravokutnu matricu, od kojih svaka, pokretana malim relejom, udarcem preko vrpce ostavlja točku na željenome mjestu na papiru i tako oblikuje dio rasterske slike. Ti pisači uglavnom su namijenjeni za ispis samo u jednoj boji, a danas se koriste za ispisivanje računa i obrazaca u više kopija.

## Vrste
Osim prema načinu rada, pisači se razlikuju prema razlučivosti (rezoluciji) koja se iskazuje brojem točaka po inču (dpi, akronim od engl. dots per inch), prema tomu ispisuju li u boji ili ne, prema formatu papira, brzini ispisa, troškovima ispisa i drugo.

### Iglični pisač
Iglični pisač ili matrični pisač radi ispis pomoću iglica, koje preko trake s bojom udaraju u papir. Najkorisniji je u ispisivanju dokumenata, jer može ispisati više od jedne kopije odjednom (iglice udaraju u papir). No zbog dosta velike buke koju proizvodi i sporosti, ovaj oblik pisača je danas u sve manjoj općoj upotrebi, dok ga i dalje koristimo za ispis dokumenata kad trebamo više identičnih kopija, na primjer uplatnice. Iglični pisači ispisuju monokromatski, u boji trake koju koristimo.

### Tintni pisač
Tintni pisač (eng. ink-jet) ima pomičnu glavu, koja kod većine današnjih pisača, na određenim mjestima, izravno štrcne kapljicu tinte i tako stvori točku na papiru. Takvi pisači ispisuju fotografije jednolikim nanosom bojila, pa ne mogu stvarati pravu višetonsku sliku, nego se ona ispisuje rasterski. Međutim, suvremeni tintni pisači zahvaljujući dobroj razlučivosti (i više od 1200 dpi) te odgovarajućoj programskoj podršci, postižu kvalitetne ispise koji se vizualno doživljavaju jednako kao ispisi s kontinuiranim prijelazom tonova. Njihov se višebojni ispis zasniva na suptraktivnoj miješanju boja, to jest dobiva se kombinacijom zeleno-plave, žute i grimizne boje, te tonski crne. Mnogi pisači imaju najčešće dva spremnika za tintu, jedan za crnu, a drugi, višedijelni, za preostale tri. Neki tintni pisači koriste i dodatne boje, pa tada imaju 6, 8 ili više odvojenih spremnika. Kakvoća ispisa ovisi o svojstvima papira i brzini sušenja tinte. Ako papir suviše brzo upija tintu, onda točke postaju šire pa se dobiva zamućen ispis. Ako papir slabo upija tintu, može doći do njezina razmazivanja. 
Prema načinu rada, u osnovi se razlikuju termalni i piezoelektrični tintni pisač. Termalni tintni pisač (takozvani bubble-jet) najstariji je; pojavio se 1980-tih, isprva kao jednobojni, poslije i u boji, a danas je jedan od najzastupljenijih pisača. Tinta se iz spremnika dovodi do komore u glavi pisača. U komori se nalazi grijač koji zagrije tintu do vrenja, stvori se mjehurić pare pod tlakom, pa tinta štrcne na papir. Piezoelektrični tintni pisač ima u komori pisaće glave kristal (piezoelement), koji se pod djelovanjem električnog impulsa deformira, što poveća tlak tinte koji istisne kapljicu kroz sapnicu 
(mlaznicu) na papir (piezoelektrični učinak). Tintni pisač s krutom tintom u spremnicima ima štapiće obojenoga voska, koji se tijekom ispisa rastali, te se kao i kod drugih tintnih pisača kroz sapnice nanosi na podlogu za ispis. U dodiru s hladnom podlogom, vosak se trenutačno skrutne, a ispis se na kraju dodatno učvrsti prolaskom između hladnih valjaka. Ta tehnika omogućuje ispis na gotovo svim vrstama papira i drugih podloga.

#### Termalni pisači
- direkt termal pisači kreiraju ispis zagrijavanjem papira koji mijenja boju pod utjecajem topline. Primjer koji svi znamo direkt termal pisača su telefax uređaji (u zadnje vrijeme postali su rašireni i ink-jet telefax uređaji), jer faksovi koji su ispisani na papiru osjetljivom na toplinu s vremenom blijede, pa ih je bilo potrebno fotokopirati, što zbog blijeđenja ispisa, što zbog toga što se papir za njih prodavao namotan u rolama, pa je nepraktično dobivene faksove u rolama arhivirati u registratore. Također bankovni odresci koje potpisujemo pri novčanim transakcijama u bankama ispisuju se na ovakvim pisačima.
- termal transfer pisači kreiraju ispis zagrijavanjem ribona koji na mjestima gdje je zagrijan ostavlja trag na papiru koji prolazi kroz grijaću glavu. Ovakvi pisači najčešće se koriste u trgovinama ili tvornicama za ispis etiketa na proizvodima.

### Laserski pisač
Laserski pisač prednjači kakvoćom u ispisu teksta i jednotonskih ilustracija pa je najčešća vrsta pisača u uredskome poslovanju. Višetonsku sliku ispisuje rasterski, uz danas uobičajenu razlučivost (rezoluciju) od 600 dpi. Način je rada indirektan elektrofotografski postupak nalik onomu u kserografskom fotokopirnom stroju (fotokopiranje). Pisač se u osnovi sastoji od valjka (bubnja) i glave – nosača laserske zrake, koja se može pomicati uzduž valjka. Najprije se valjak električno nabije, a potom se električni naboj, na mjestima koja trebaju ostati bijela, izbije laserskom zrakom, čime na valjku nastane latentna slika. Nakon toga na valjak se nanosi praškasta boja (toner) suprotnoga naboja, koja se prihvaća na dijelovima na kojima naboj nije izbijen. Uz valjak se potom provlači električki nabijen papir, na koji se prihvaćaju čestice boje. Prolaskom papira kroz par grijaćih valjaka, zbog njihova pritiska i povišene temperature praškasta se boja čvrsto veže s podlogom. Za dobivanje ispisa u boji, opisani se postupak provodi za svaku od četiri boje. Brzine ispisa laserskih pisača kreću se od 4 do 25 stranica u minuti.

### Ostali pisači
Danas se najviše koriste tintni i laserski pisači, no za posebne su zahtjeve razvijene i mnoge druge vrste. 

#### Sublimacijski pisač
Sublimacijski pisač ima boju na tankome polimernom filmu, koja se na papir prenosi pritiskom pisaće glave s grijaćim elementima. Količina boje koja s filma prelazi na podlogu ovisna je o temperaturi grijaćeg elementa (do 350 °C) i trajanju pritiska. Rezultat je ispis kontinuiranoga prijelaza tonova, pa se ti pisači koriste za dobivanje otisaka najveće kakvoće. Na sličan način rade i pisači zasnovani na termalnom ispisu voskom, ali su dobiveni ispisi slabiji. 

#### Digitalni laserski fotografski pisač
Digitalni laserski fotografski pisač laserom osvjetljava fotografski papir plavim, zelenim i crvenim svjetlom, pa se ispis, to jest gotova fotografija, dobiva kemijskom obradom kao i kod klasične fotografije. Pisači kod kojih se osvjetljivanje fotografskoga filma provodi uz pomoć zaslona od tekućih kristala, danas se rjeđe koriste. 

#### 3D pisač
U novije se doba za izradu unikatnih trodimenzijskih predmeta kakvi su na primjer prototipovi proizvoda koriste 3D pisači, koji nanose nekoliko tankih slojeva praškastog ili drugog materijala, te ih potom učvršćuju (polimerizacijom svjetlom, topljenjem laserom i drugim).

## Vanjske poveznice
|  | Zajednički poslužitelj ima još gradiva o temi Pisač |